# Jona (Fluss)
Die Jona ist ein Fluss in den Schweizer Kantonen Zürich und St. Gallen, nach dem die gleichnamige Ortschaft Jona in der Gemeinde Rapperswil-Jona benannt ist.

## Name
Die Jona (auch Jonenbach; dial. Joone; Joonebach) teilt ihren Namen mit dem Jonenbach im Säuliamt, einem Zufluss der Reuss.
Der Name ist erstmals 834 belegt, latinisiert als Johanna, in der Bezeichnung super Johannam fluvium (gleichzeitig der erste Beleg für den Ort Jona), mittelhochdeutsch (1243) als de Jonun. Vermutet wird eine Herleitung von romanischen *Jauna via althochdeutsch *Jōna, letztlich von einem vorrömischen *Jounā, abgeleitet von einer idg. Wurzel *ieu-.
Der Murerplan von 1566 schreibt für den Ort Jonen und für den Fluss Ione. Der Gygerplan von 1667 schreibt für den Ort Jonen und für den Fluss Jonen fl. Die alemannische Namensform ist Jōnen; die heutige Schreibung in -a ist eine gelehrte Latinisierung aus dem 18. Jh. (bei Scheuchzer (1752) "Jona, die Jonen").

## Geographie

### Verlauf
Die Jona durchfliesst folgende Gemeindegebiete:
- Auf dem Gebiet des Kantons Zürich: Hinwil, Fischenthal, Wald, Dürnten, Rüti und
- im Kanton St. Gallen: Rapperswil-Jona.

Die Quelle der Jona befindet sich bei Schufelberg auf Gemeindegebiet von Hinwil am Osthang des Allmens. Das Jonatal erstreckt sich von Gibswil nach Süden bis in den Dorfkern von Wald. Hier wird die Jona von links vom Schmittenbach gespiesen (Quelle am Schwarzenberg, auf dem Gemeindegebiet von Goldingen).
Unterhalb von Wald fliesst die Jona westwärts durch eine steilwandige Schlucht (das Grundtal), die von der Tösstalbahn (S26 der S-Bahn Zürich) mit einem Viadukt überbrückt wird. Von hier an bildet die Jona die Gemeindegrenze von Rüti, zunächst mit Wald, nach etwa 500 m mit Dürnten.
Sie fliesst weiter westwärts entlang dem Pilgersteig (Jonatobel) und Tannertobel und erreicht schliesslich Tann. Zwischen Wald und Tann überwindet sie eine Höhendifferenz von 100 m.
Bei Tann (Joweid) wendet sich die Jona nach Süden und wird von rechts von der Schwarz gespiesen. Die Schwarz entspringt am Ornberg an der Südwest-Flanke des Bachtels und entwässert die von Drumlins geprägte Ebene zwischen Wetzikon und Dürnten (rechter Zufluss Mülibach), Teile von Hinwil (Rütibach/Berenbach) und Bubikon (Egelsee).
Hinwil bildet die Wasserscheide zwischen dem Jona- und dem Glatttal (Wildbach).
Die Schwarz bildet die Gemeindegrenze zwischen Rüti und Dürnten, so dass ab dem Zusammenfluss die Jona durch Rütemer Gemeindegebiet fliesst. In Rüti fliesst der Jona von links das Dachseggbächli zu.
Unterhalb von Rüti, beim Wydenchlösterli, wird die Jona für eine kurze Strecke  zur Kantonsgrenze zwischen Zürich und St. Gallen.
Die Jona wird hier von der Oberlandautobahn (A53) überquert und wendet sich nach Westen, nun innerhalb des Gemeindegebiets von Rapperswil-Jona, in einem Tobel zwischen Aspwald und Platten (Joner Wald, Hackenest, Bettlerwäldli, Grunau) entlang der Bahnstrecke (S5 und S15). Oberhalb des Ortes Jona wendet sie sich erneut nach Süden (Lattenhof) und wird von links vom Latten-Bach gespiesen (der Laupen und Teile von Goldingen entwässert). Im Zentrum des Ortes Jona wurde der Fluss kanalisiert, wodurch sich sehr schnell Unterschiede im Wasserstand ergeben.
Die Jona bildet schliesslich einen kleinen Schwemmkegel und mündet bei Busskirch (beim Seebad Stampf) in den Obersee.

### Einzugsgebiet
Das 78,4 km² grosse Einzugsgebiet der Jona liegt im Schweizer Mittelland und wird durch sie über die Limmat, die Aare und den Rhein zur Nordsee entwässert.
Es besteht zu 26,9 % aus bestockter Fläche, zu 52,5 % aus Landwirtschaftsfläche, zu 18,4 % aus Siedlungsflächen und zu 2,2 % aus unproduktiven Flächen.
Flächenverteilung
Die mittlere Höhe des Einzugsgebietes beträgt 652,1 m ü. M., die minimale liegt bei 398 m ü. M. und die maximale bei 1257 m ü. M.

## Hydrologie
Bei der Mündung der Jona in den Zürichsee beträgt ihre modellierte mittlere Abflussmenge (MQ) 3,18 m³/s. Ihr Abflussregimetyp ist pluvial supérieur und ihre Abflussvariabilität beträgt 24.

## Geschichte

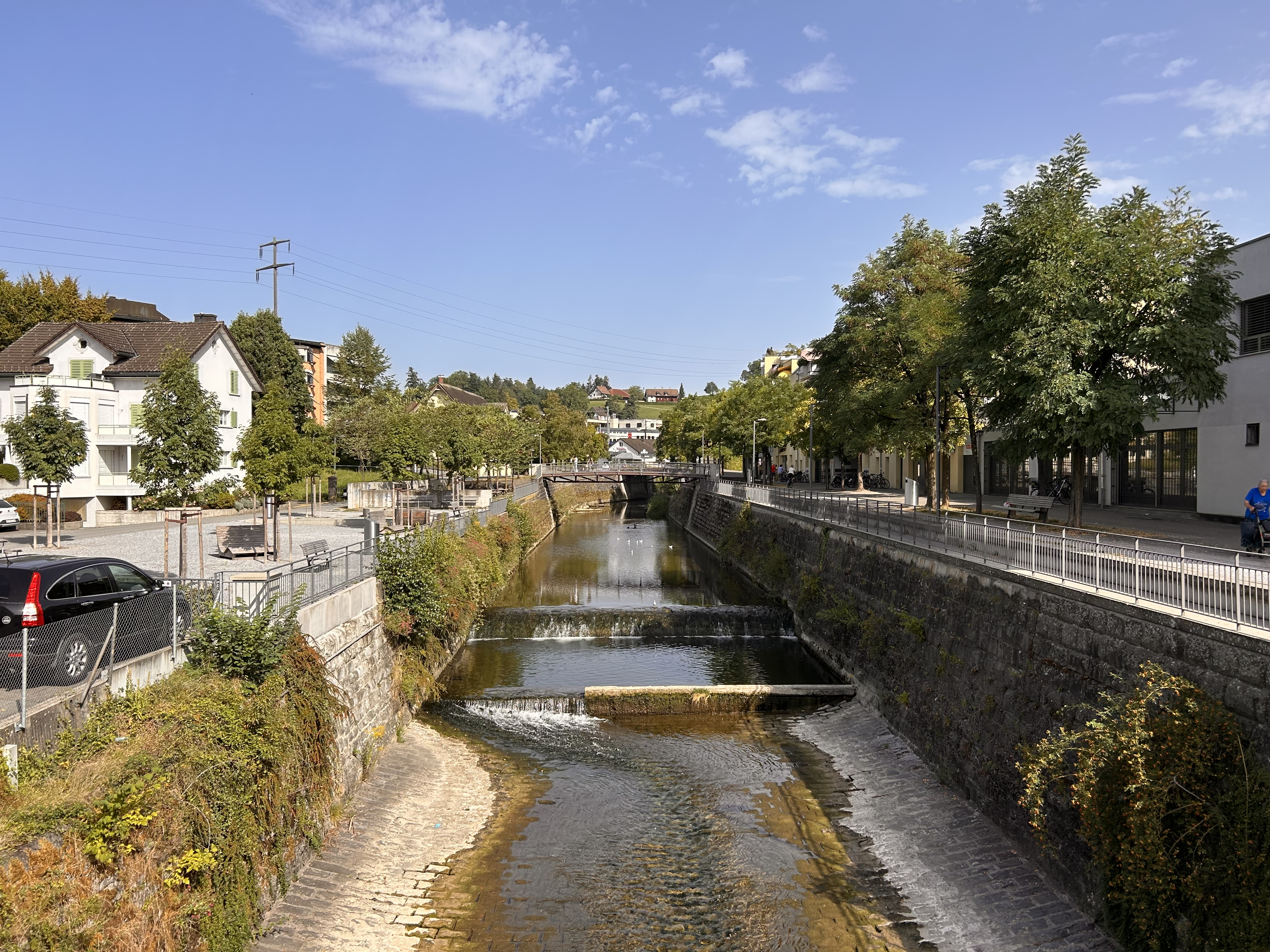
Jona in Jona

Bereits im Mittelalter wurde mit Mühlen die Wasserkraft des kleinen Flusses genutzt. Schon 812 soll ein Vorgängerbau der Pfarrkirche Jona auf einem Hügel direkt an der Jona, in deren Überschwemmungsgebiet zwischen dem Aspwald und dem Mündungsdelta am Obersee, erwähnt sein. 1259 wurden die Gebäude Wydenklösterli an einer Flussbiegung der Jona im Rütiwald, im damaligen Herrschaftsgebiet der Grafen von Rapperswil (auf dem späteren Gemeindegebiet von Jona, unweit der Grenze zum benachbarten Rüti) erbaut.
Als erneuerbare Energiequelle hat die Jona im 19. Jahrhundert zur Industrialisierung, insbesondere der Anliegergemeinden Wald und Rüti, und zum Wohlstand der Region und deren Textilindustrie wesentlich beigetragen.